# 청소년 베이스볼5 월드컵
청소년 베이스볼5 월드컵(영어: Youth Baseball5 World Cup)은 세계 야구 소프트볼 연맹 (WBSC)에서 주관하는 대회로 2년마다 열리는 혼성 베이스볼5 국제 대회이다. 2023년 튀르키예에서 첫 대회가 개최되었다. 
첫 대회는 대륙별 예선을 거친 12개팀이 본선을 치뤘으나 2025년 2회 대회부터는 16개국으로 확장되었다.

## 역대 대회 결과
| 연도 | 개최국   |      | 결승전 | 결승전 | 결승전 |      | 3·4위 결정전 | 3·4위 결정전 | 3·4위 결정전 |
| 연도 | 개최국   | 우승 | 득점   | 2위    | 3위    | 득점 | 4위          |              |              |
| 2023 | 앙카라   | 쿠바 | 2-0    | 프랑스 | 멕시코 | 2-0  | 튀르키예     |              |              |
| 2025 | 나야리트 |      |        |        |        |      |              |              |              |

## 메달 집계
| 순위 | 국가   | 금메달 | 은메달 | 동메달 | 합계 |
| ---- | ------ | ------ | ------ | ------ | ---- |
| 1    | 쿠바   | 1      | 0      | 0      | 1    |
| 2    | 프랑스 | 0      | 1      | 0      | 1    |
| 3    | 멕시코 | 0      | 0      | 1      | 1    |

## 국가별 참가 기록
| 국가           | 2023년 | 연도/참여 |
| -------------- | ------ | --------- |
| 가나           | 7      | 1         |
| 대한민국       | 9      | 1         |
| 말레이시아     | 10     | 1         |
| 멕시코         | 3      | 1         |
| 잠비아         | 11     | 1         |
| 오스트레일리아 | 12     | 1         |
| 중국           | 5      | 1         |
| 중화 타이베이  | 6      | 1         |
| 쿠바           | 1      | 1         |
| 튀니지         | 8      | 1         |
| 튀르키예       | 4      | 1         |
| 프랑스         | 2      | 1         |
| 국가 수        | 12     |           |

## 같이 보기
- 베이스볼5 월드컵
- 베이스볼5 아시아컵